# Konjski Vrh
Konjski Vrh este o localitate din comuna Luče, Slovenia, cu o populație de 147 de locuitori.